# 쿠바홍금강앵무

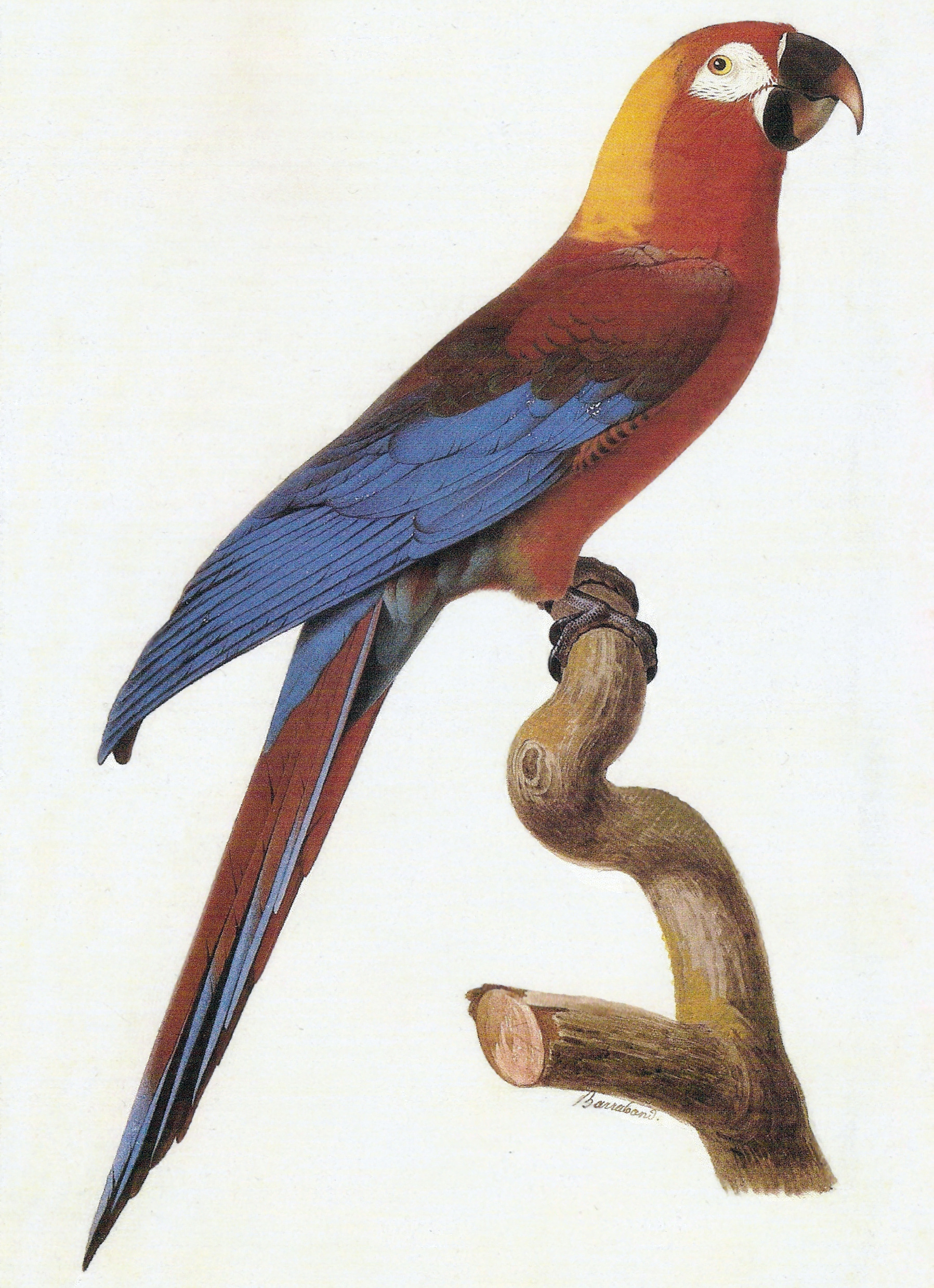

쿠바홍금강앵무, 쿠바금강앵무(Cuban macaw, Ara tricolor)는 쿠바 본섬과 인근 후벤투드섬에 자생하는 멸종된 금강앵무 종 (생물학)이다. 19세기 후반에 멸종되었다. 속 (생물학)(屬)의 다른 마코앵무새와의 관계는 오랫동안 불확실했지만, 외관상 어느 정도 유사한 금강앵무 (종)와 밀접한 관련이 있는 것으로 여겨졌다. 또한 이론상 자메이카 레드 마카우와 밀접한 관련이 있거나 동일했을 수도 있다. 2018년 DNA 연구에 따르면 이 금강앵무는 현존하는 두 종의 빨간색 금강앵무와 두 개의 녹색 금강앵무의 자매 종이었다.
길이가 약 45~50센티미터(18~20인치)인 쿠바홍금강앵무는 가장 작은 금강앵무 중 하나였다. 머리는 빨간색, 주황색, 노란색, 흰색이고 몸은 빨간색, 주황색, 녹색, 갈색, 파란색이었다. 행동에 대해서는 알려진 바가 거의 없으나, 속이 빈 나무에 둥지를 틀고, 쌍으로 또는 가족 단위로 생활하며, 씨앗과 과일을 먹고 산다고 한다. 쿠바에서의 원래 분포는 알려져 있지 않지만 섬의 중부 및 서부 지역으로 제한되었을 수 있다. 주로 나무가 흩어져 있는 개방된 지형에 서식하는 광대한 사파타 습지에서 보고되었다.
쿠바홍금강앵무는 15세기 아메리카 원주민과 유럽인이 도착한 후 거래되고 사냥되었다. 많은 개인이 새장새로서 유럽으로 옮겨졌으며, 현재 19개의 박물관 스킨이 존재한다. 현대의 해골은 알려져 있지 않지만 쿠바에서는 몇 개의 하위화석 유적이 발견되었다. 사냥, 교역, 서식지 파괴로 인한 압력으로 인해 19세기 중반에는 드물게 되었다. 허리케인도 그 종말에 기여했을 수 있다. 이 종에 대한 신뢰할 수 있는 마지막 기록은 쿠바의 1850년대와 후벤투드섬의 1864년에 나온 것이지만 1885년까지 지속되었을 수도 있다.